# 泰戈尔体诗歌
泰戈尔体诗歌诞生21世纪初的中国诗坛，其标志是中国诗人欧发伟创作的《红楼遗梦》（“Red Mansions”）。

## 诗体背景
“泰戈尔体诗歌”受到台湾著名诗人余光中的“新古典主义”和意象派的启发和影响，同时吸收了印度著名诗人泰戈尔的诗歌风格。但在中国的评论界里，却一直有人对“泰戈尔体诗歌”进行着猛烈的“批判”，比如有評論指“泰戈尔体诗歌”缺乏理论支持，还未形成系统的文学理论体系。然而，作为一种文学现象，“泰戈尔体诗歌”得到了中国政府和学术性等媒体的正面发声。有评论指出，“泰戈尔体诗歌”为发展和完善世界诗歌思想体系进行了积极探索，并提供了有益借鉴。

## 诗体创始人
“泰戈尔体诗歌”的创始人是中国诗人欧发伟。

### 引用
1. ↑  .   [2014-02-24]. （原始内容存档于2014-02-28）.
2. ↑  .   [2014-02-24]. （原始内容存档于2014-07-20）.
3. ↑  .   [2013-12-16]. （原始内容存档于2013-12-16）.
4. ↑  .   [2014-02-19]. （原始内容存档于2014-02-23）.